# Thomas Starlinger
Thomas Starlinger (ur. 27 stycznia 1963 w Gmunden) – austriacki wojskowy, generał major, w latach 2019–2020 minister obrony.

## Życiorys
Kształcił się m.in. w Terezjańskiej Akademii Wojskowej oraz w Landesverteidigungsakademie, resortowej akademii obrony narodowej. Od 1981 związany z austriackimi siłami zbrojnymi, awansując do stopnia generała majora. Brał udział w misjach pokojowych Organizacji Narodów Zjednoczonych w Syrii, w Iranie, na Cyprze i w Tadżykistanie. Później m.in. był szefem sztabu i zastępcą dowódcy brygady, a także pracownikiem sztabu w Europejskiej Agencji Obrony. W 2007 został dowódcą brygady, od listopada 2008 do maja 2009 dowodził jedną z grup zadaniowych w ramach KFOR. Od 2012 na stanowiskach zastępcy szefa sztabu w dowództwie operacyjnym. W 2017 został adiutantem prezydenta Alexandra Van der Bellena.
W czerwcu 2019 objął urząd ministra obrony w technicznym rządzie Brigitte Bierlein. Stanowisko to zajmował do stycznia 2020.